# NGC 7243
NGC 7243 ist ein offener Sternhaufen vom Trumpler-Typ IV2p im Sternbild Eidechse am Nordsternhimmel. Er hat einen Durchmesser von 21' und eine scheinbare Helligkeit von 6,4 mag. Der Haufen ist 2.600 Lichtjahre von uns entfernt, hat einen Durchmesser von rund 16 Lichtjahren und ist 250 Millionen Jahre alt. Insgesamt enthält der Sternhaufen 211 Sterne bis zu einer scheinbaren Helligkeit von 15,5 mag und hat eine Masse zwischen 348 und 522 Sonnenmassen.
Entdeckt wurde das Objekt am 26. September 1788 von William Herschel. Mit kleinen Teleskopen ist es eine Herausforderung, den Sternhaufen innerhalb seiner Umgebung auszumachen.